# Noyon
Noyon város Franciaországban, Pikárdia régióban, Oise megyében, a Noyoni egyházmegye püspöki székvárosa. Területe 1800 hektár. Franciaország kulturális és történelmi városa címet viseli. Lakosainak száma 12 810 fő (2022. január 1.). Noyon Genvry, Beaurains-lès-Noyon, Crisolles, Larbroye, Morlincourt, Passel, Pont-l’Évêque, Pontoise-lès-Noyon, Porquéricourt, Salency, Sempigny és Vauchelles községekkel határos.

## Fekvése
- Chaunytól délnyugatra, az Oise folyó partján található.

## Története
- A várost Noviomagus néven a rómaiak alapították. Itt koronázták a frankok királyává 768-ban Nagy Károlyt, majd 987. július 3-án Capet Hugót Franciaország királyává.

E városkában épült fel 1150 és 1290 között a világ második csúcsíves temploma. Híres a város könyvtára is, ahol 9. századi kéziratok, korai kiadású Kálvin-művek is találhatók, hiszen itt született Kálvin János, akinek szülőházában helytörténeti múzeumot rendeztek be, az épület második emeletén pedig a kálvinizmussal is megismerkedhet az ide látogató.

## Közigazgatás
| Időszak                                  | Név              | Párt | Minőség |
| ---------------------------------------- | ---------------- | ---- | ------- |
| 2002 június                              | Pierre Vaurs     | UDF  |         |
| 2001 március                             | Bertrand Labarre | RPR  |         |
| 1995 június                              | Bertrand Labarre | RPR  |         |
| 1989                                     | Bertrand Labarre | RPR  |         |
| Korábbi adatok nem állnak rendelkezésre. |                  |      |         |

## Demográfia
| Lakosok száma | 13 894 | 13 883 | 14 000 | 13 519 | 13 235 | 13 190 | 13 197 | 12 987 | 12 810 |
|               | 2013   | 2015   | 2016   | 2017   | 2018   | 2019   | 2020   | 2021   | 2022   |

## Műemlékek
- Notre-Dame-székesegyház: eredetileg román stílusban épült; itt koronázták meg 768-ban Nagy Károlyt (Charlemagne) és 987-ben Capet Hugót. 1131-ben leégett. 1145 és 1235 között újjáépült, a korai gótika kiváló alkotásaként.

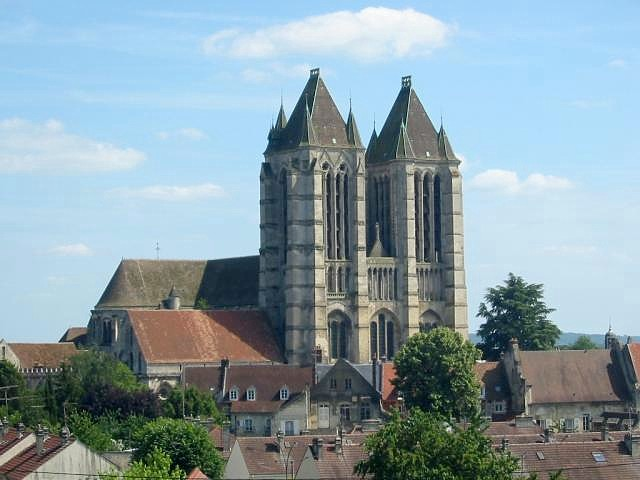
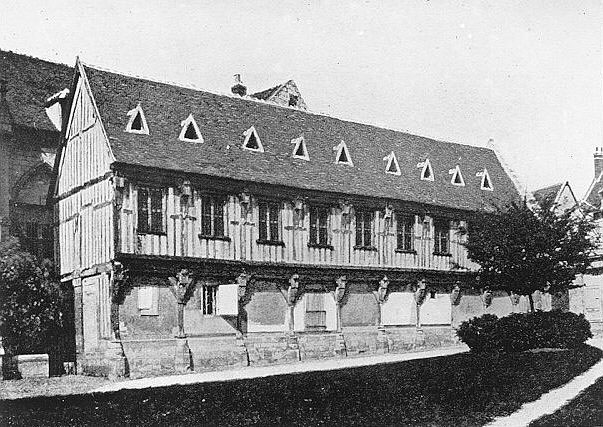

- A káptalan könyvtára

## A városhoz kötődő személyiségek

### Itt született
- Guillaume d'Ercuis
- 1509. július 10-én Kálvin János reformátor
- Jacques Sarazin szobrász 1588-ban vagy 1592-ben
- Etienne Aubert, noyoni püspök, a későbbi VI. Ince pápa
- François de Maucroix, (1619-1708), költő és irodalmár, La Fontaine barátja.

## Testvérvárosai
- Metzingen, Németország
- Hexham, Anglia